# Elsie Mackay
Elsie Mackay (21 de agosto de 1893 – 13 de marzo de 1928) fue una actriz, jockey, diseñadora de interiores y aviadora pionera británica que murió al intentar cruzar el océano Atlántico con Walter G. R. Hinchliffe en un Stinson Detroiter monomotor. Su nombre artístico como actriz era Poppy Wyndham.

## Biografía
Elsie Mackay nació el 21 de agosto de 1893 en Simla, Bengala Occidental, India, hija de James Mackay, 1st Earl of Inchcape de Strathnaver, administrador colonial británico en la India que llegó a ser presidente de la Peninsular and Oriental Steam Navigation Company, y de Jean Paterson Shanks. Su padre ejercía como presidente de la Cámara de comercio de Bengala, como miembro del Consejo Legislativo del virrey de la India y como miembro del Consejo del Secretario de Estado para India.
Al parecer, fue desheredada por su familia tras fugarse con el actor Dennis Wyndham para contraer matrimonio el 23 de mayo de 1917. Apareció en el teatro y la pantalla como Poppy Wyndham de 1919 a 1921. Este matrimonio se anuló en 1922.
Como Poppy Wyndham fue la primera mujer jockey de Inglaterra, y en su corta carrera en el turf pilotó no menos de una docena de ganadores bajo las barreras. En los pocos eventos en los que su sexo no le impidió participar, sus colores - amarillo y azul - siempre estuvieron presentes, y siempre fueron fuertemente respaldados.[cita requerida]

## Filmografía
La carrera cinematográfica de Poppy Wyndham incluye:
- A Great Coup (1919) como Kate Hampton[6]
- Snow in the Desert (1919)[6]
- Many a Slip (1919) como la chica[6]
- A Dead Certainty (1920) como Pat Stone[6]
- The Town of Crooked Ways (1920) como Queenie Clay[6]
- The Tidal Wave (1920) (como Carmen Hale / Columbine)[6]
- A Son of David (1920) como Esther Raphael[6]

## Diseño de interiores
Una vez anulado el matrimonio con Wyndham, regresó con su familia y desarrolló una carrera como decoradora de interiores, creando suntuosos interiores, salones de aparato y espacios públicos para la naviera de su padre, la Peninsular and Oriental Steam Navigation Company (P&O). En 1923 botó el RMS Maloja, y a continuación diseñó gran parte de los interiores de los cuatro barcos de la clase "R" de P&O de 1925: SS Rawalpindi, SS Ranchi, SS Ranpura y SS Rajputana, además del RMS Viceroy of India en 1927.

## Vuelo
En 1923 se aficionó a volar y obtuvo su licencia de piloto en la De Havilland Flying School, probablemente la segunda mujer desde la Primera Guerra Mundial después de 'Mrs. Atkey', compró un avión, y expresó su determinación de ser la primera mujer en volar sobre el Atlántico. Se la consideraba un modelo a seguir entre las mujeres, por su aspecto moreno, sus maneras elegantes y su apariencia habitualmente bien vestida y enjoyada. Destacaba por conducir su Rolls-Royce a gran velocidad y era habitual verla en su biplano Avro en los cielos de South Ayrshire y Wigtownshire. Incluso participó en un "bucle exterior", la más peligrosa de las acrobacias aéreas, con el capitán E. C. D. Herne como piloto. Durante esta maniobra se le rompió la correa de seguridad, pero se aferró a los cables de sujeción mientras su cuerpo se balanceaba fuera del avión como una piedra que gira en el extremo de un trozo de cuerda. Fue una de las primeras mujeres británicas en obtener su licencia de piloto del Royal Aero Club y más tarde fue elegida miembro del comité asesor de pilotos de la British Empire Air League.

## Vuelo transatlántico

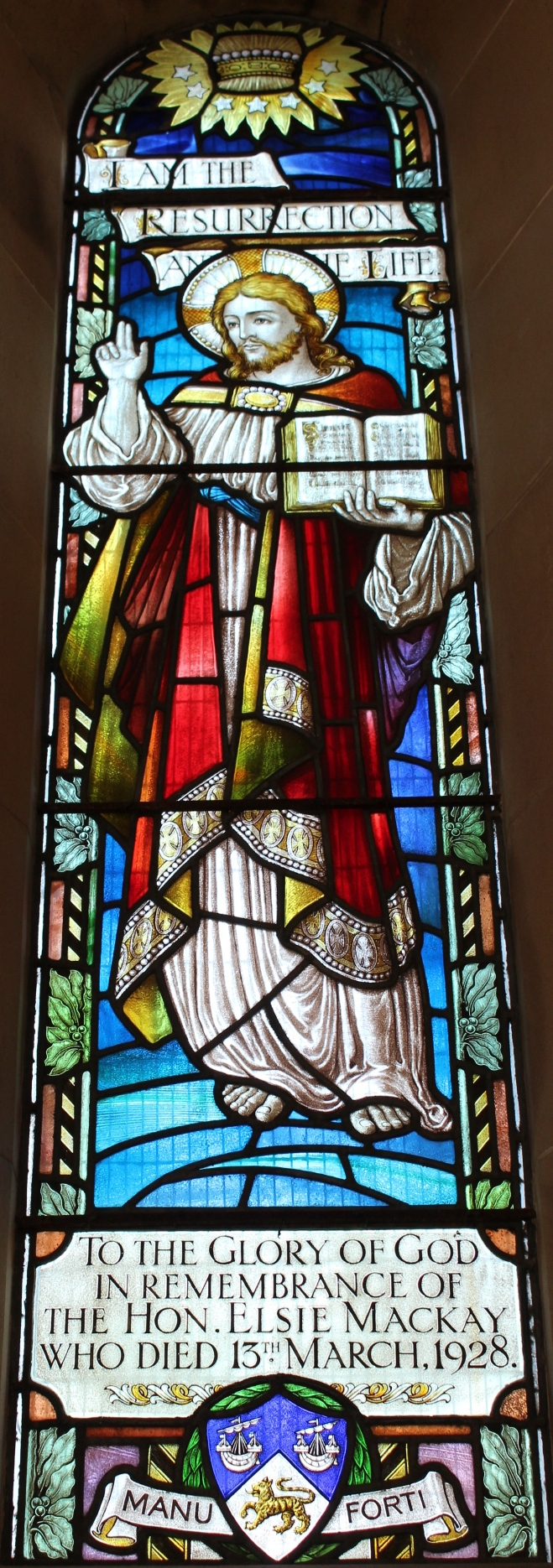
Ventana en recuerdo de Elsie Mackay en la iglesia de Glenapp

Para lograr su ambición transatlántica, Mackay compró un Stinson Detroiter, tras haber quedado impresionada por el avión durante el fallido intento transatlántico de Ruth Elder en 1927 (a pesar de que una fuga de aceite provocó el fracaso a 480 km de las Azores sobre el Atlántico). Fue transportado de Estados Unidos a Gran Bretaña y entregado en el circuito automovilístico de Brooklands, que en aquella época también se utilizaba como aeródromo. Lo bautizó con el nombre de Endeavour. Era un monoplano con alas de punta dorada y fuselaje negro, propulsado por un Wright Whirlwind J-6-9 (R-975) de nueve cilindros y 300 caballos (304,2 CV), con una velocidad de crucero de 84 millas por hora 84 millas por hora (135,2 km/h).
A principios de marzo de 1928, el Daily Express descubrió que el capitán Hinchliffe y Mackay se estaban preparando para un intento transatlántico realizando vuelos de prueba en la RAF de Cranwell y que se alojaban en el George Hotel de Leadenham cerca de Grantham. La historia fue silenciada por la amenaza de Mackay de emprender acciones legales, ya que pretendía partir en secreto mientras su padre estaba en Egipto, tras haber prometido a su familia que no realizaría el intento.
A las 8:35 am del 13 de marzo de 1928, el Endeavour despegó de la RAF de Cranwell, Lincolnshire, con el mínimo alboroto, ya que Hinchliffe sólo había dicho a dos amigos que iba a ir y Elsie se inscribió con el seudónimo de 'Gordon Sinclair'.' Aproximadamente cinco horas más tarde, a las 13:30, el 	
guardafaro de Cabo Mizen, en la costa suroeste de Cork, Irlanda, vio el monoplano sobre el pueblo de Crookhaven. Un barco de vapor francés informó más tarde de que los había visto todavía en ruta, pero no se sabe nada más. Se dice que una multitud de 5.000 personas los esperó en Mitchel Field, Long Island. En diciembre de 1928, ocho meses después, una única pieza identificable del tren de aterrizaje (una rueda con un número de serie) apareció en el noroeste de Irlanda.

## Conmemoración
Elsie Mackay es conmemorada en una vitral en el cancel de la iglesia de Glenapp, en la parroquia de Ballantrae, Ayrshire (donde su padre era propietario de la finca de Glenapp). Unos rododendros, ahora algo crecidos, escriben "Elsie" en el lado opuesto de la cañada.(55°01′44″N 5°00′50″O / 55.0288, -5.014) Una calle lleva su nombre en Gander, Terranova y Labrador. Su legado financiero fue el Elsie Mackay Fund, un fideicomiso de 500.000 libras legado por su padre que se dejó a la nación británica el 12 de diciembre de 1928, durante 50 años y que se utilizó para ayudar a pagar la deuda pública.